# 扑克牌博物馆
扑克牌博物馆 (西班牙语：Museo Fournier de Naipes）是世界上为数不多的以扑克牌为主题的博物馆之一，位于西班牙巴斯克自治区首府阿拉瓦省维多利亚的餐具街（Cuchilleria Street）54号。它起源于1916年，原是赫拉克略·福尼耶扑克牌（Naipes Heraclio Fournier）创始人的孙子菲利克斯·阿尔法罗·福尼耶（Félix Alfaro Fournier）的私人收藏，后由阿拉瓦省政府购买，1984年公布为西班牙国家文物古迹。1994年，它搬到了本达尼亚宫（Bendaña palace）现址，与阿拉瓦考古博物馆共享一座建筑。

## 建筑
扑克牌博物馆位于本达尼亚宫，这是一座文艺复兴建筑，建于16世纪上半叶。1525年，胡安·洛佩斯·德·阿列塔 (Juan López de Arrieta) 下令在家族的一块土地上建造，这里曾经是梅斯图 (Maestu) 老宅的中世纪防御塔楼。该建筑虽然建于文艺复兴中期，但仍保留了哥特晚期的一些元素，例如正立面的尖拱门或内楼梯上的星形八角拱顶。文艺复兴的装饰造型主要出现在这个庭院中，是当时住宅宫殿的典型代表，有三层的敞开式拱廊。

## 收藏

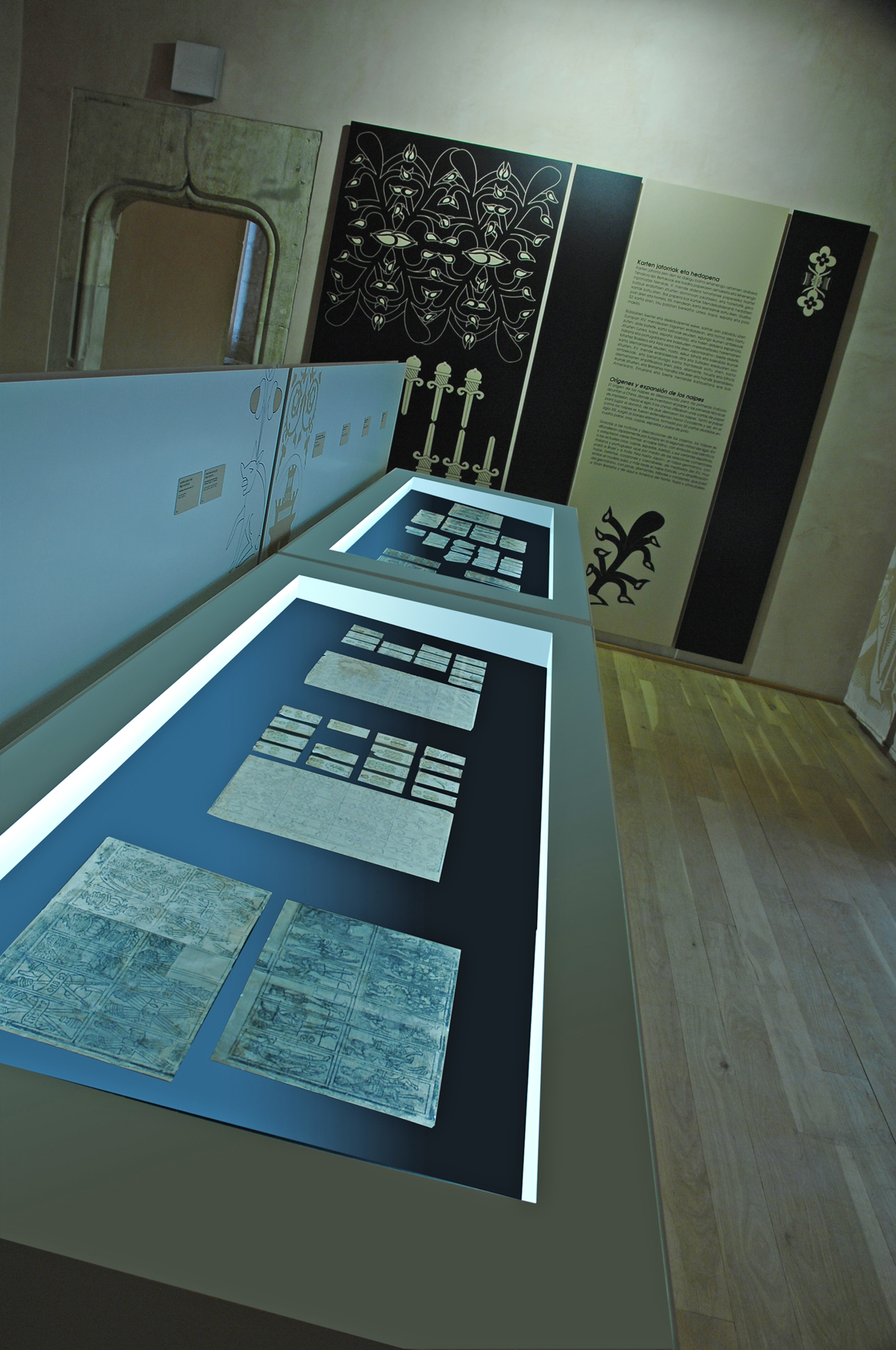
二楼展厅

扑克牌博物馆的收藏由菲利克斯·阿尔法罗·福尼耶开始于1916年，他的祖父赫拉克略·福尼耶·冈萨雷斯（Heraclio Fournier González）去世后，他接替了祖父在工厂的工作。
1984年，阿拉瓦省议会购买了收藏品，当时包括大约3,400副纸牌，在奥古斯丁宫的阿拉瓦美术馆展出。从此以后，收藏规模不断扩大，需要更大的空间。因此，在1994年，藏品被移至本达尼亚宫。
博物馆的常设展览是来自五大洲不同国家的 20,000 多副扑克牌中挑选出来的小型展览。
扑克牌博物馆为参观者提供的不仅是一次历史之旅，更是一场展示扑克牌从15世纪到现在的发展历程的主题之旅。除了纸牌外，该中心还展示了历史上用于制造纸牌的不同机器和其他物品。

三楼展厅